# Дубенський ґебіт
Ду́бенський ґебі́т  (нім. Kreisgebiet Dubno «Дубенська округа») — адміністративно-територіальна одиниця генеральної округи Волинь-Поділля Райхскомісаріату Україна з центром у Дубні, яка існувала протягом німецької окупації Української РСР.

## Історія
Округу (ґебі́т) утворено 1 вересня 1941 опівдні з Демидівського, Дубенського, Козинського, Млинівського, Острожецького, Радивилівського і частини Вербського (біля Дубна) районів тодішньої Рівненської області. Комісаром ґебіту був штандартенфюрер на прізвище Брокс. Ґебіт підпорядковувався Луцькому судовому відділу.
Станом на 1 вересня 1943 Дубенський ґебіт поділявся на 7 німецьких районів: район Верба (нім. Rayon Werba/Gebiet Dubno), Демидівка (нім. Rayon Demidowka), Дубно (нім. Rayon Dubno), район Козин (нім. Rayon Kosin), район Млинів (нім. Rayon Mlynow), район Острожець (нім. Rayon Ostroshez) і район Радивилів (нім. Rayon Radziwillow), якому німці повернули давню назву замість радянської «Червоноармійськ» (нім. Tscherwonoarmejsk).
У Дубні виходив двотижневий часопис для українських школярів «Школярик». Збереглися випуски з 1 жовтня 1941 по 1942 рік. Його редактором був Авенір Коломиєць.
17 березня 1944 року окружний центр Дубно зайняли радянські війська.

## Склад
Адміністративно до складу гебіту входило 7 районів:
| Район                                     | Площа, км² | Населення, осіб |
| ----------------------------------------- | ---------- | --------------- |
| Демидівський район                        | 398 км²    | 28 265          |
| Дубенський район                          | 526 км²    | 42 555          |
| Козинський район                          | 366 км²    | 24 414          |
| Млинівський район                         | 364 км²    | 23 720          |
| Острозький район                          | 408 км²    | 31 929          |
| Радзивилівський (Червоноармійський) район | 404 км²    | 25 930          |
| Вербський район                           | 659 км²    | 37 694          |